# 青山 (香港)
青山又稱杯渡山，是位於香港新界西部屯門區的一座山峰，海拔583米。青山是屯門的舊稱，現時泛指屯門區西部一帶的山嶺地區（青山操炮區）。青山將屯門區西面的荒蕪地帶、重工業區和屯門新市鎮分隔開來。

## 命名

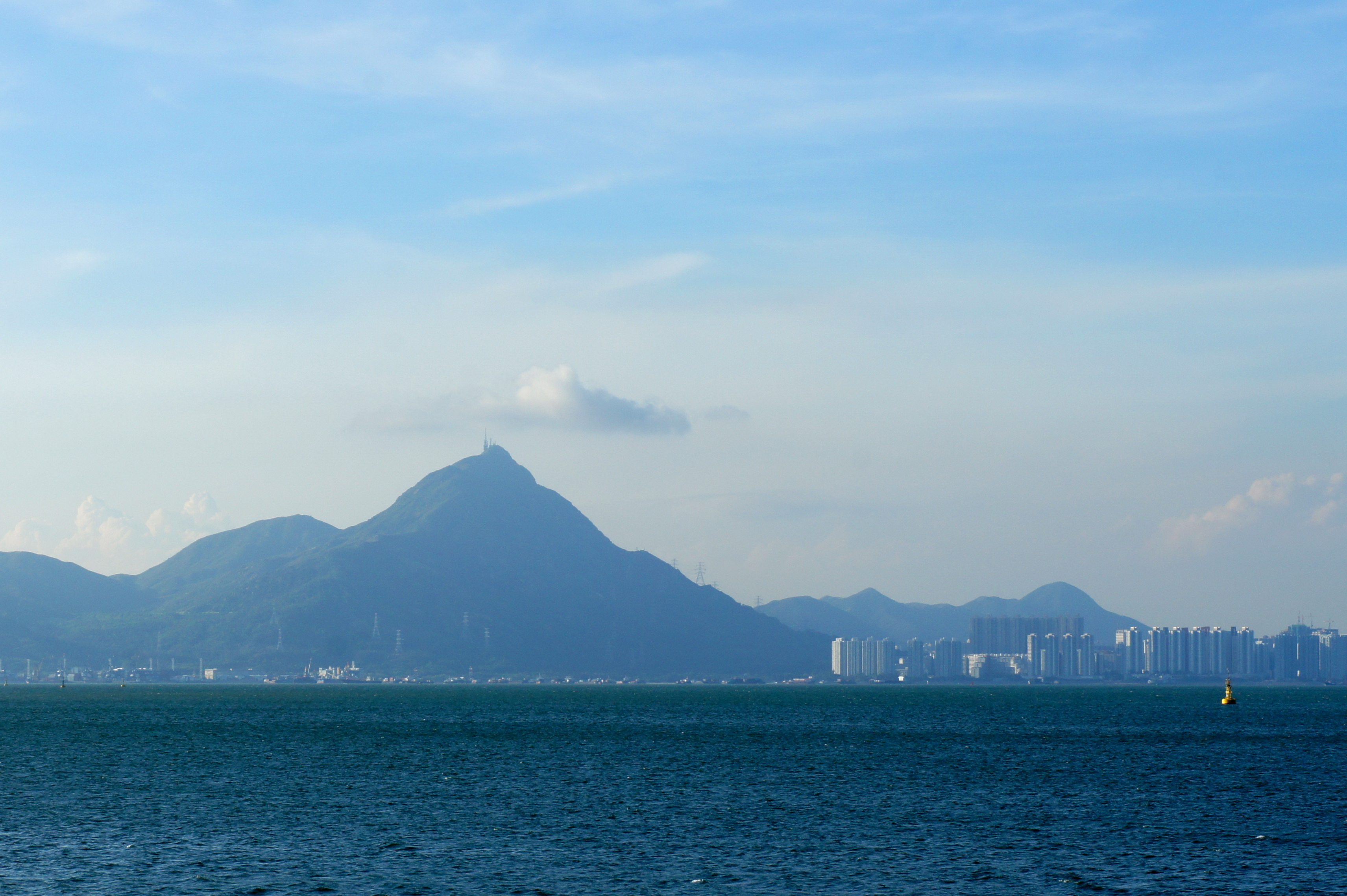
從東涌眺望對岸的青山，右方為屯門市中心。

青山古稱杯渡山（英語：Pui To Shan），因杯渡禪師曾駐該處而得名。青山的英文名為（意即「堡壘山」），因其山峰形如堡壘之故。後來也因屯門軍鎮的設立得名屯門山，屯門一詞除了指屯兵之地外，亦指青山和九逕山形成一扇「門」似的包圍屯門谷地。
宋太祖開寶二年（969年），割據廣南的南漢國王劉鋹將屯門山封為瑞應山，並立碑紀念，惟現時已不能找到此碑。

## 環境

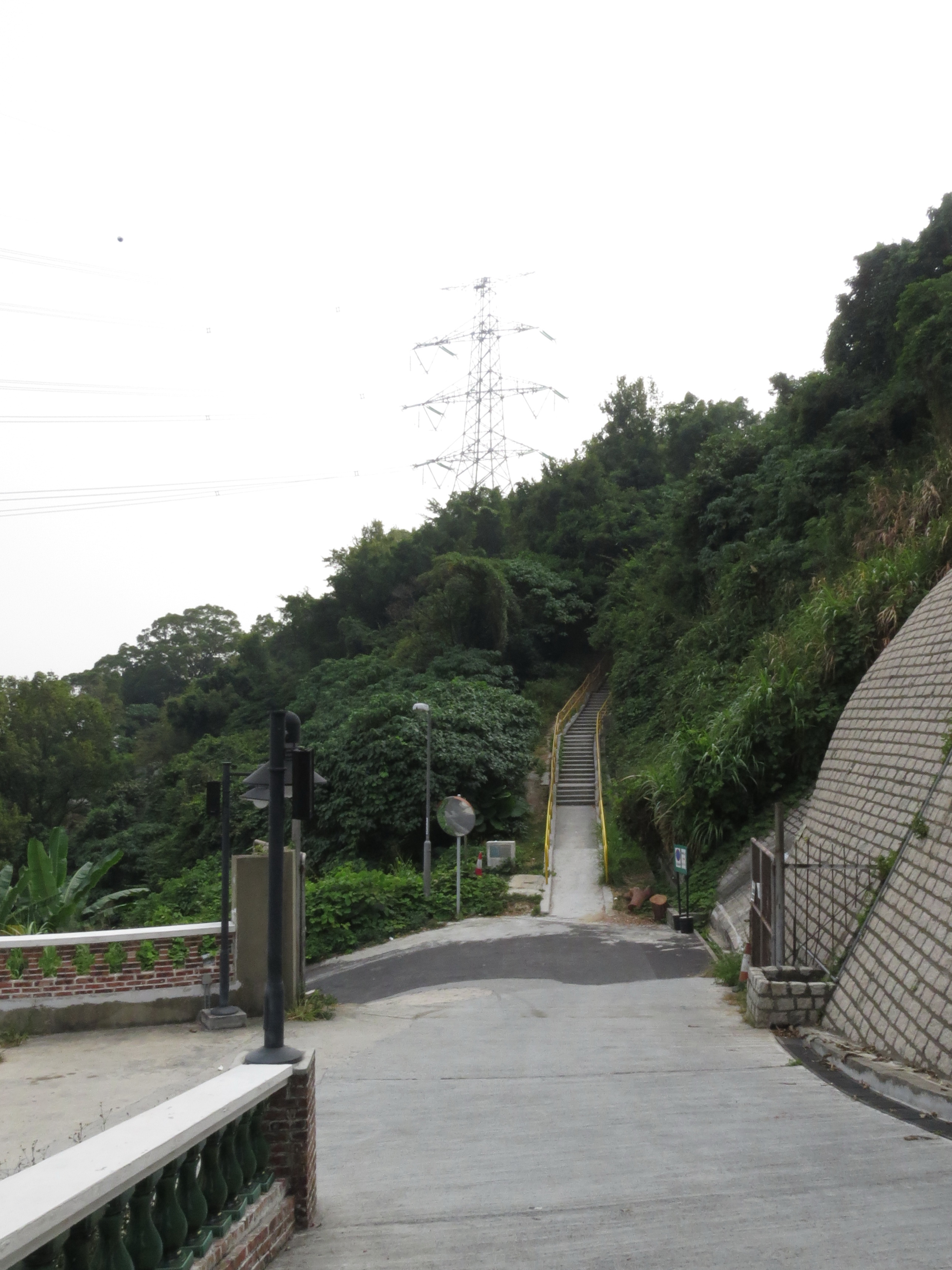
青山徑的入口（黃色扶手梯級），左方及前方道路為青山寺徑。

目前青山的主峰頂有數碼電視廣播發射站，訊號覆蓋屯門新市鎮、天水圍、洪水橋、東涌、香港國際機場及部分元朗市，不遠處有駐港英軍遺下的雷達電波接收轉發站。
由於山頂地勢險要，青山與釣魚翁山和蚺蛇尖合稱「香港三尖」。東面山腰位置則建有青山禪院（青山寺）和青雲觀，東面山腳的青山村較接近屯門市中心，亦結集不少廟宇、精舍、淨苑。通往山頂的青山徑入口在寺廟旁。
青山的南面為望后石，是個臨海地區，設有屯門38區環保園和內河碼頭等工業設施。青山北面依次有乾山和圓頭山這兩個主要山峰，由南至北一直縱向伸延至元朗的廈村，恰好形成一度連綿的山嶺將屯門谷地和后海灣沿岸分隔。從青山（杯渡山）至圓頭山（靈渡山）的遠足路線合稱為「杯靈雙渡」。

## 氣候
| 青山 (583m)       | 青山 (583m) | 青山 (583m) | 青山 (583m) | 青山 (583m) | 青山 (583m) | 青山 (583m) | 青山 (583m) | 青山 (583m) | 青山 (583m) | 青山 (583m) | 青山 (583m) | 青山 (583m) | 青山 (583m) |
| 月份              | 1月         | 2月         | 3月         | 4月         | 5月         | 6月         | 7月         | 8月         | 9月         | 10月        | 11月        | 12月        | 全年        |
| ----------------- | ----------- | ----------- | ----------- | ----------- | ----------- | ----------- | ----------- | ----------- | ----------- | ----------- | ----------- | ----------- | ----------- |
| 平均高温 °C（°F） | 16.6 (61.9) | 17.6 (63.7) | 19.6 (67.3) | 22.7 (72.9) | 25.3 (77.5) | 26.8 (80.2) | 27.4 (81.3) | 27.8 (82.0) | 27.3 (81.1) | 25.0 (77.0) | 21.0 (69.8) | 18.1 (64.6) | 22.9 (73.3) |
| 日均气温 °C（°F） | 12.1 (53.8) | 13.8 (56.8) | 16.4 (61.5) | 20.0 (68.0) | 22.8 (73.0) | 24.5 (76.1) | 24.9 (76.8) | 24.9 (76.8) | 23.9 (75.0) | 21.3 (70.3) | 17.8 (64.0) | 13.8 (56.8) | 19.7 (67.4) |
| 平均低温 °C（°F） | 9.1 (48.4)  | 10.9 (51.6) | 13.8 (56.8) | 17.7 (63.9) | 20.6 (69.1) | 22.4 (72.3) | 22.8 (73.0) | 22.6 (72.7) | 21.6 (70.9) | 18.7 (65.7) | 15.0 (59.0) | 10.5 (50.9) | 17.1 (62.9) |
| [ 來源請求 ]      |             |             |             |             |             |             |             |             |             |             |             |             |             |

## 青山腹地

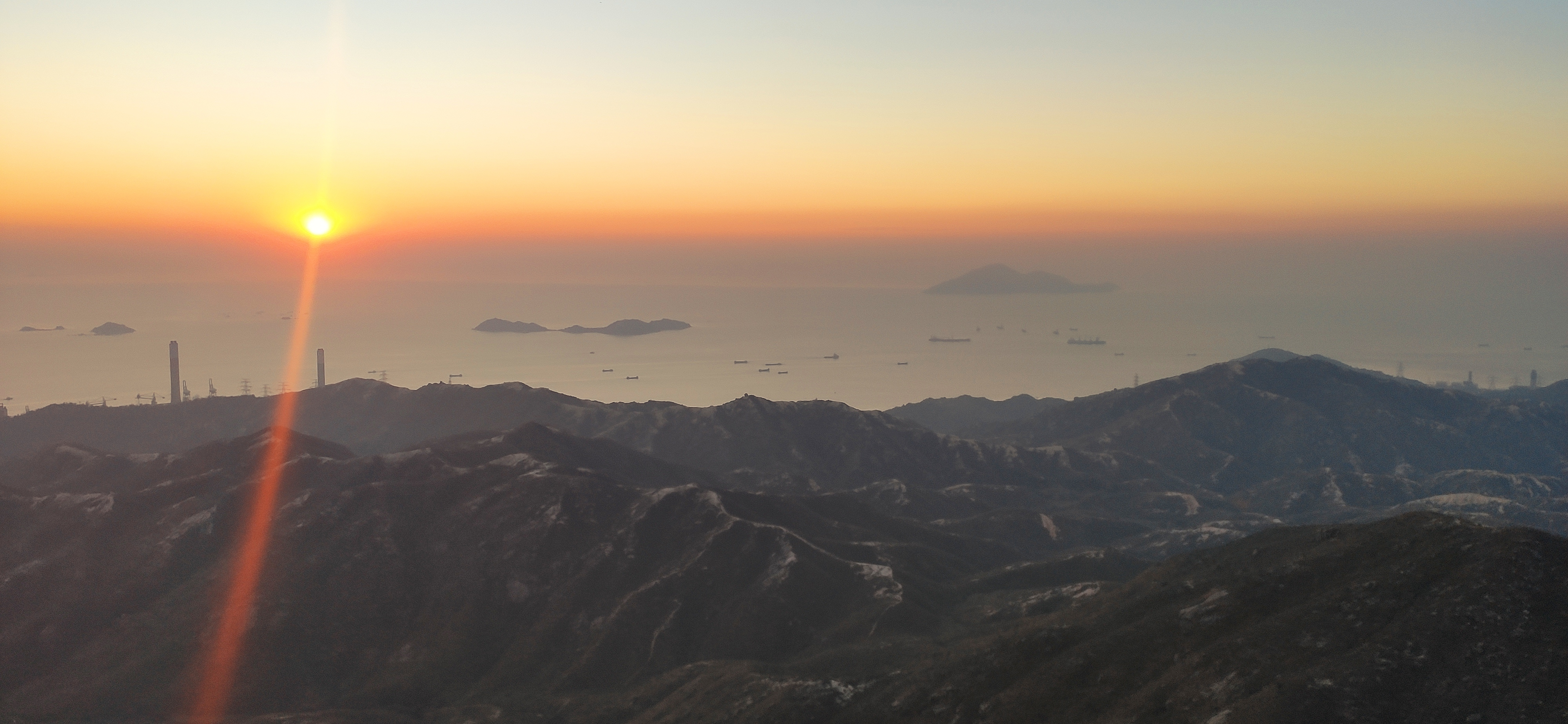
青山腹地的日落，左方為發電站。

青山的西面稱為青山腹地，是軍用操炮區，以前駐港英軍經常在此操練迫擊炮。該地面積廣闊，丘陵起伏，有大冷水、小冷水、花香爐等地方。近海邊位置外望珠江口伶仃洋及深圳蛇口半島至紅樹灣一帶，該處的踏石角及龍鼓灘，建有中華電力公司的龍鼓灘發電廠、青山發電廠等重工業、新界西北堆填區和劉氏家族聚集的龍鼓灘村。
在青山腹地有「月牙谷」和「青松紅壑」兩景點，兩者都是由於塌方和風化形成的天然峽谷。月牙谷為一個自然沖積形成的黃砂洞口，形如新月，故得此名；青松紅壑為一紅土壤壕溝，溝內石塊尖銳，長滿青松。附近則有「青大石澗」、「牛頭坑」、「五渡水」等景點。

## 生態
此外青山村附近曾在1976年6月23日被列入具特殊科學價值地點，但後來被除名。保護區面積只有0.1平方公里，是紀錄當中面積最小的，其中擁有兩棵樹齡達40年的古樹。2009年5月22日，小冷水及青山的部份地方從綠化地帶被改劃為具特殊科學價值地點，以保留香港蝴蝶的一個重要棲息地。

## 中山公園
青山山腳下的中山公園是中華民國國父孫中山當年與革命同志聚會的地方。公園內的青山紅樓屬於1920年代至1930年代的建築物風格，為一級歷史建築。

## 青山公路
連貫新界，直達九龍的青山公路便是以青山命名，道路長達56公里，一共分為22段，是香港最長的道路和新界的第二條公路，早於英屬香港時期已經通車。而在九龍深水埗區的一段則稱為青山道。整條道路始於深水埗，沿九龍及新界西岸到達青山下的屯門，再向東北伸延至元朗，在錦田一帶轉向北至新田，最後向東抵達新界北的上水，與大埔公路粉嶺段（今粉嶺公路）匯合。

## 鄰近山峰
- 菠蘿山
- 大冷水
- 小冷水
- 九逕山
- 乾山
- 圓頭山

## 區議會議席分佈
由於青山操炮區主要作軍事用途，並沒有任何人口，為方便比較，以下列表以整個青山山嶺地區為範圍。
| 年度/範圍        | 2000-2003                | 2004-2007                | 2008-2011            | 2012-2015            | 2016-2019            | 2020-2023            |
| ---------------- | ------------------------ | ------------------------ | -------------------- | -------------------- | -------------------- | -------------------- |
| 整個青山山嶺地區 | 分散在龍門及屯門鄉郊選區 | 分散在樂翠及屯門鄉郊選區 | 分散在樂翠及寶田選區 | 分散在樂翠及寶田選區 | 分散在樂翠及寶田選區 | 分散在樂翠及寶田選區 |

註：以上主要範圍尚有其他細微調整（包括編號），請參閱有關區議會選舉選區分界地圖及條目。

## 外部鏈接
- 青山腹地易迷路青松紅壑月牙谷似火星？屯門行山高級路線
- 青山-山上行-行山資訊 （页面存档备份，存于）